# 乌石浦站
乌石浦站（廈門話：/ɔ˧˧ t͡siɔʔ˨˩ pʰɔ˥˧/）位于中华人民共和国福建省厦门市湖里区嘉禾路与仙岳路交叉口地下，是厦门轨道交通1号线的地铁车站，为地下二层岛式车站，建筑面积18085平方米，设7个出入口。车站北侧为SM新生活广场。2017年12月31日投入运营。

## 车站结构

### 楼层分布
| 地面层   | 出入口                               |                                      |                                      |
| 地下一层 | 站厅                                 | 商店、票务服务、客服中心、进出站闸机 | 商店、票务服务、客服中心、进出站闸机 |
| 地下二层 |                                      | 1 往岩内方向 （塘边）                |                                      |
| 地下二层 | 岛式站台，列车运行方向左侧的车门开启 |                                      |                                      |
| 地下二层 | 1 往镇海路方向 （吕厝）              |                                      |                                      |

### 出入口
烏石浦站目前設有7個出入口。其中，出入口4B/1B號附有升降機。
| 编号      | 无障碍设施 | 出口指示 | 建议前往的目的地               | 照片 |
| --------- | ---------- | -------- | ------------------------------ | ---- |
| 1A        |            |          | 仙岳路、福德堡小區             |      |
| 1B        | 升降机标志 |          | 嘉禾路、松柏中学、摩登时代大厦 |      |
| 2         |            |          | 仙岳路、江頭第三小學、龍門天下 |      |
| 3A        |            |          | 仙源路、廈門SM新生活廣場       |      |
| 3B        |            |          | 廈門SM新生活廣場               |      |
| 4A        |            |          | 兴山路、廈門SM城市廣場         |      |
| 4B        | 升降机标志 |          | 廈門SM城市廣場                 |      |
| 註： 設有 |            |          |                                |      |

## 公交換乘
- SM城市廣場站：941、942、951、952、953、954、996、650、658/夜間、659
- SM城市廣場2站：27、33、40、44、93、109、113、130、133、326路
- 百果山站：24、25、86、103、115、118、126、750、753、756、758、780、859路
- 江頭花園站：86、118、750、753、736、758、780、859路